# Ансалдо
Ансалдо (итал. Ansaldo Energia) је италијански концерн са више предузећа тешке индустрије (металургије, машиноградње, наоружања и електротехнике) са седиштем у Ђенови. У току Првог и Другог светског рата био је, уз Фијат, један од главних италијанских произвођача оружја и ратне опреме.

## Производња оружја

### Ратни бродови
Основан је 1853, а име је добио по Ђованију Ансалду (итал. Giovanni Ansaldo), првом директору и професору универзитета у Ђенови. Од војне опреме Ансалдо је до Првог светског рата производио ратне бродове. Од 1869. до 1923. у бродоградилиштима Ансалдо изграђено је око 250 бродова - 5 бојних, 12 оклопних крсташа, 15 разарача, 44 торпиљарке, 6 подморница.

### Први светски рат
у Првом светском рату у његовим фабрикама почиње производња и остале војне опреме и наоружања. Само за КоВ и РМ произведено је око 10.000 топова, више милиона метака, велика количина возила, оклопних аутомобила и аутоматског оружја, а за потребе РВ концерн је подигао 5 фабрика авиона у Борцолију (итал. Borzoli), Болцанету (итал. Bolzaneto), Торину, код Риволија и у Кадимареу (итал. Cadimare).

### Други светски рат
Између два рата у фабрикама Ансалдо производња за потребе војске је проширена и интензивирана: Ансалдо у кооперацији са Фијатом почиње производњу лаких тенкова Фијат-Ансалдо М.1931, који су 1932. и 1933. модификовани у ЦВ-33. Такву производну оријентацију Ансалдо задржава и у Другом светском рату: за потребе италијанске армије производи бродове, артиљеријска оруђа, муницију и оклопна возила.

### После рата
После Другог светског рата фабрике Ансалдо преоријентишу део својих капацитета за производњу опреме за индустрију и саобраћај (трамваје, машине и уређаје за термоелектране, турбине и дизел-моторе, мостовске конструкције, коксаре, хемијску и нафтну индустрију), али не прекидају производњу за оружане снаге. Неке од фабрика у саставу концерна се интегришу, а у Сампјердарени (итал. Sampierdarena) је 1968. отворен и нуклеарни центар.